# Josué Flores
Josué Odir Flores Palencia (Santa Tecla, 13 maggio 1988) è un calciatore salvadoregno, centrocampista dei Cimarrones de Sonora.

## Carriera

### Club
Ha giocato nel campionato salvadoregno, egiziano e messicano.

### Nazionale
Ha debuttato in nazionale nel 2010.